# Knäckebröd

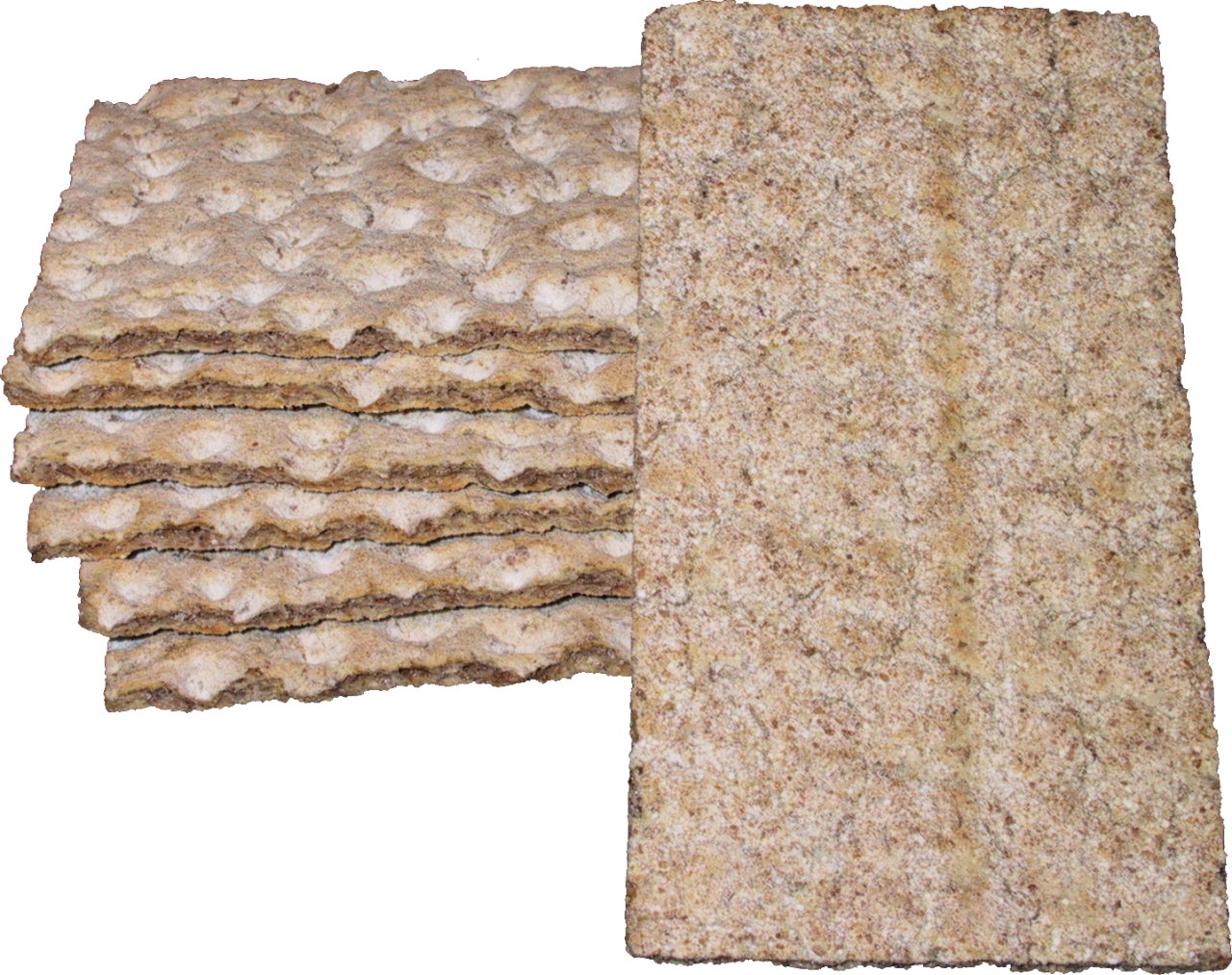
Knäckebröd

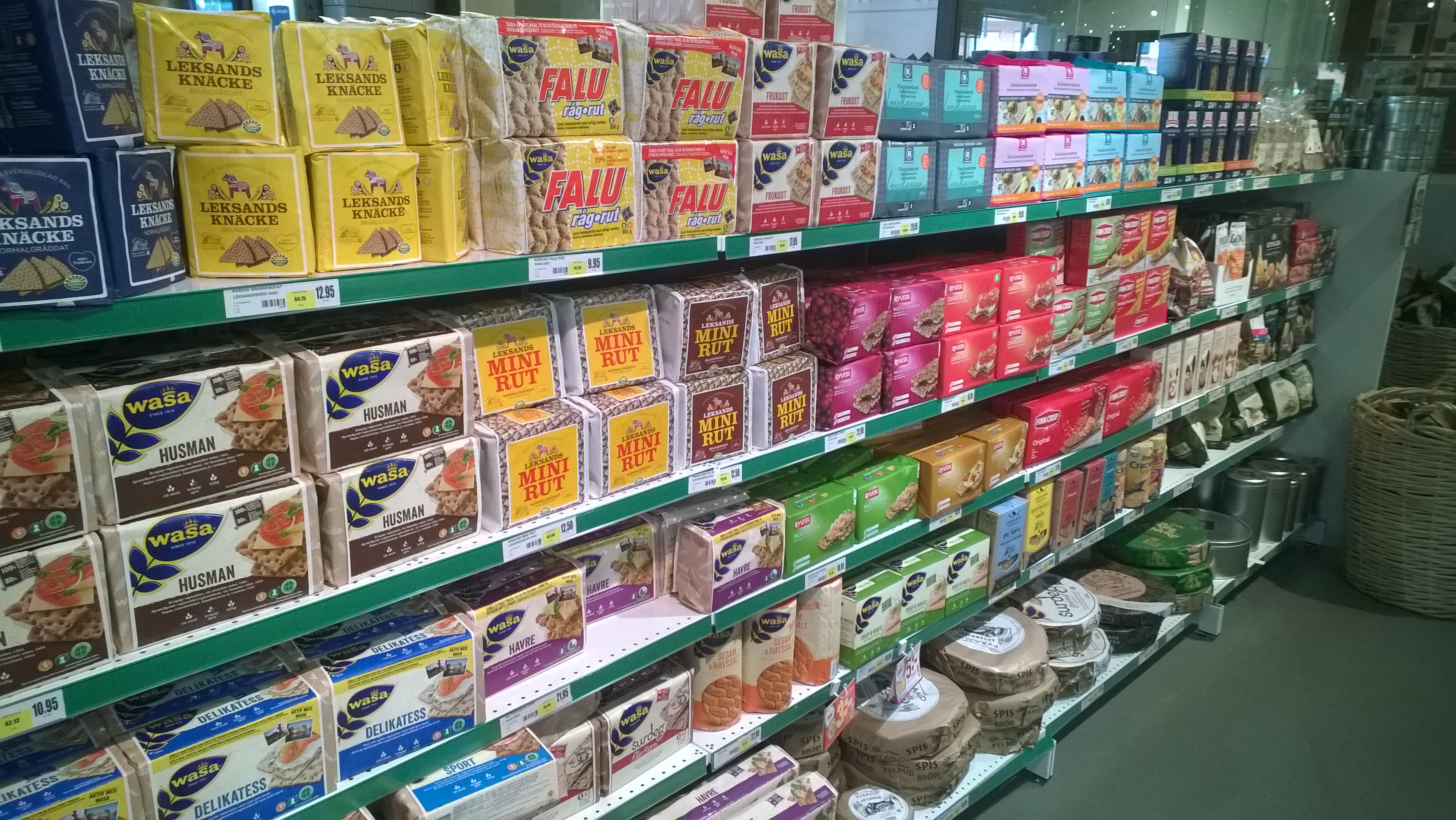
Knäckebröd bestaat in veel variëteiten

Knäckebröd is een plat, meestal van roggemeel gemaakt, brood dat kort en heet wordt gebakken en daarna wordt gedroogd. 
Hierdoor bevat het bijna geen water (minder dan 10%), zodat het krokant is. Door het lage waterpercentage heeft het knäckebröd van oudsher het voordeel dat het lang houdbaar is.
Knäckebröd is van oorsprong een Scandinavisch product. De naam komt uit het Zweeds en betekent: breekbrood.
In Nederland is knäckebröd in 1960 geïntroduceerd door de firma Verkade.